# Буркінійсько-івуарійські відносини
Буркінійсько-івуарійські відносини — двосторонні дипломатичні відносини між Буркіна-Фасо та Кот-д'Івуаром. Протяжність державного кордону між країнами становить 545 кілометрів. 

## Історія
Обидві країни встановили дипломатичні відносини 25 лютого 1961 року.
Згодом, коли Томас Санкара прийшов до влади у 1983 році, відносини між Буркіна-Фасо та Кот-д'Івуаром стали ворожими, оскільки Фелікс Уфуе-Буаньї відчував загрозу з боку революційного режиму Санкари. Це було однією з головних причин, чому Блез Компаоре здійснив переворот у 1987 році, вбивши Санкару і ставши президентом. За часів Блеза Компаоре Кот-д'Івуар і Буркіна-Фасо відновили добрі відносини, і обидві країни підтримали Національний патріотичний фронт Ліберії Чарльза Тейлора у поваленні режима Сам'юеля Доу.
Після відставки президента Буркіна-Фасо Блеза Компаоре наприкінці 2014 року та інавгурації його наступника Рока Марка Крістіана Каборе у грудні 2015 року, відносини між країнами загострилися. Блез Компаоре мав тісні стосунки з івуарійським президентом Алассаном Уаттарою та живе в Абіджані, в той час, коли за результатами розслідування прокуратура Буркіна-Фасо видала ордер на його арешт. Думка влади Буркіна-Фасо про те, що івуарійська влада захищає Блеза Компаоре, посилила напруженість між країнами. Ситуація загострилася через підозри в причетності івуарійців до невдалого перевороту проти перехідного режиму Буркіна-Фасо у вересні 2015 року, підкріплених витоком аудіозапису, ймовірно, за участю спікера івуарійського парламенту Гійома Соро та колишнього міністра в кабінеті Компаоре, Джибріля Басолі. Після того, як прокурор в Уагадугу, у середині січня видав ордер на арешт Гійома Соро, з'явилися повідомлення про те, що існує більше записів, у яких фігурує голова міністерства оборони Кот-д'Івуару генерал Сумайла Бакайоко. У зв'язку з терористичним нападом в Уагадугу та атаки на збройовий склад, що приписується прихильникам Блеза Компаоре, будь-яке івуарійське втручання, реальне чи передбачуване, є потенційно шкідливим для стабільності відносин.
Від трьох до чотирьох мільйонів громадян Буркіна-Фасо проживає в Кот-д'Івуарі через десятиліття трудової міграції. Алассан Уаттара має коріння в Буркіна-Фасо. Останні події розкривають роль Гійома Соро, чиї колишні повстанські «Нові сили» використовували Буркіна-Фасо як основу під час івуарійського громадянського конфлікту у 2000-х роках. Ці звинувачення підірвали президентські амбіції Гійома Соро. Уряд Кот-д'Івуару заявляє, що бажає врегулювати питання про ордер на арешт Гійома Соро дипломатичним шляхом, але шкода його репутації вітатиметься деякими прихильниками Алассана Уаттари.
Від 2016 року відносини між Кот-д'Івуаром і Буркіна-Фасо почали нормалізуватися, майже через два роки після того, як вони погіршилися в результаті зняття з посади президента Буркіна-Фасо Блеза Компаоре. 28 липня 2016 року президент Буркіна-Фасо Крістіан Каборе зустрівся зі своїм івуарійським колегою Алассаном Уаттарою, щоб підписати 13 двосторонніх угод, у тому числі ті, що пропонують розвиток інфраструктури та посилення безпеки кордонів для боротьби з тероризмом. Зустріч стала першим самітом на найвищому рівні між країнами з 2014 року та є важливим кроком на шляху до нормалізації відносин.

## Торгівля
У 2019 році експорт Буркіна-Фасо до Кот-д'Івуару склав 178,5 мільйонів доларів США, а Кот-д'Івуару до Буркіна-Фасо 588,6 мільйонів.

## Дипломатичні представництва

### Буркіна-Фасо
Буркіна-Фасо має посольство в Абіджані.

### Кот-д'Івуар
Кот-д'Івуар має посольство в Уагадугу.